# Pogum
Pogum is een dorp in het Duitse Reiderland, behorend tot de gemeente Jemgum, de Landkreis Leer en de deelstaat Nedersaksen. Het telt ruim 200 inwoners (2003). Tot 1973 vormde het een afzonderlijke gemeente.

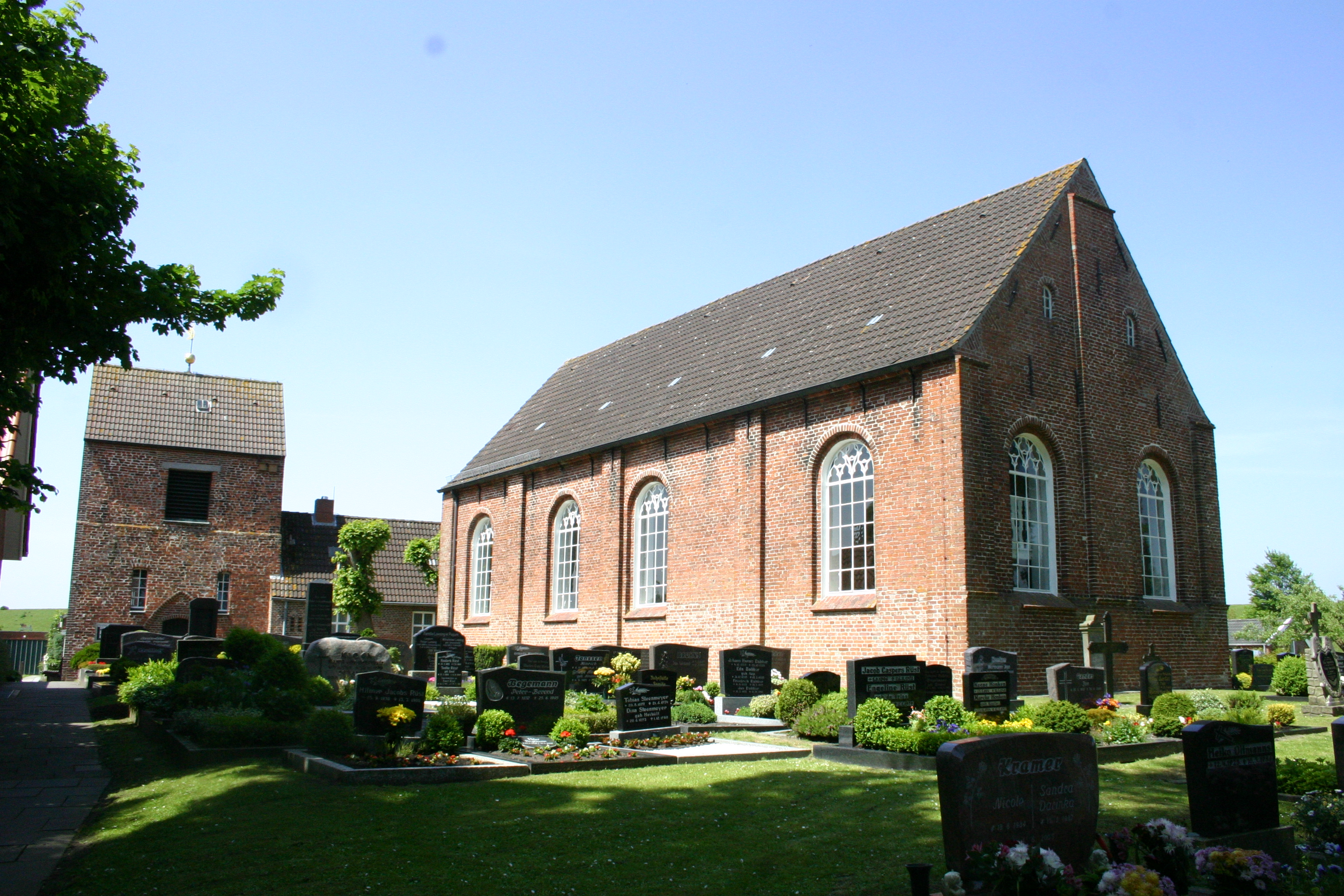
Kerk van Pogum uit 1776

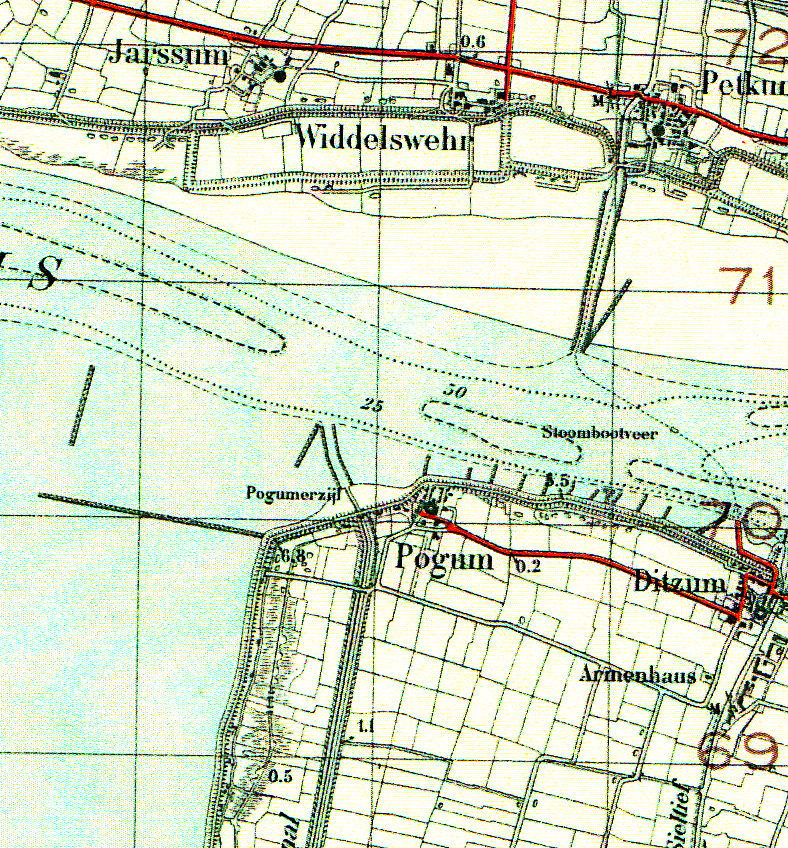
Pogum op de Nederlandse topografische kaart van 1933

## Geschiedenis
Pogum is een oud wierdedorp op de oeverwal langs de Eems, vlak voordat deze rivier in de Dollard uitmondt. Pogum en het aangrenzende Ditzum worden wel het Endje van de Welt genoemd, een naam die nog toepasselijker was toen het gebied ten zuiden van het dorp nog niet was ingedijkt. De plaatsnaam Pogum heeft verschillende spellingswijzen. In het Plattdeutsch wordt het Poom genoemd en in het verleden stond de plaats bekend als Pawing, Pauwing en Paum.
De eerste schriftelijke vermelding (Urapawengum) dateert uit 1367. In de Dollard liggen ten westen van Pogum de verdronken nederzettingen Uterapaum en Torum. In de middeleeuwen behoorde Pogum toe aan het bisdom Münster en viel onder het decanaat Hatzum, alias Nes.
Kerk en toren staan op het hoogste punt van de wierde (ter plaatse Warft genoemd). De huidige kerk van Pogum werd in 1776 gebouwd. De vrijstaande kerktoren is jonger. In de zaalkerk bevinden zich twee trapeziumvormige grafstenen uit de elfde eeuw. Zij gelden als de oudste in Oost-Friesland. De kerk is in gebruik bij de evangelisch-lutherse gemeente. Pogum is een van de weinige plaatsen in het Duitse Reiderland die overwegend luthers zijn. Het eenklaviers kerkorgel is ouder dan de kerk zelf en dateert uit 1758/59. Het is gemaakt door de orgelbouwer Johann Adam Berner uit Osnabrück. Het heeft zes registers en een aangehangen pedaal. 
Na de stormvloed van 1962 moest een aantal huizen ten noorden van de kerk wijken voor een nieuwe dijk. Hierdoor is de radiale structuur van het dorp aangetast en staat de kerk niet meer in het midden. In 1971 werd de uit 1877 daterende spuisluis vervangen door een modernere. In 1998 werd Pogum opgenomen in het dorpsvernieuwingsprogramma van de deelstaat Nedersaksen. 
Een gemaal in Pogum verzorgt de afwatering van het polderland ten zuiden van het dorp. Nabij Pogum bevindt zich in de Dollard een booreiland, dat werd gebruikt voor gaswinning.

## Traditie
Jaarlijks vinden bij Pogum de 'Kreierrennen' (sliksleeraces) plaats onder het motto "Up de Spör van de Dullartfiskers".

## Fietsroute
Pogum ligt aan de Internationale Dollardroute.
- Virtual International Authority File: 236131811
- WorldCat: E39PBJcGhwqV8RQc4m9hK93qQq